# Renfe série S-463
La série 463 est une série d'automotrices électriques de la Renfe.

## Conception
La troisième commande au titre du materiel CIVIA est passée le 10 janvier 2006. Alstom doit fournir une unité 463.

## Service
Première livrée, la 463-001 entre en service sur Oviede-Gijón le 10 mars 2004.